# Antifašističko vijeće narodnog oslobođenja Jugoslavije
Antifašističko vijeće narodnog oslobođenja Jugoslavije (AVNOJ)  je bivša jugoslavenska komunistička institucija.

## Povijest
Utemeljiteljsko i prvo zasjedanje AVNOJ-a održano je 26. i 27. studenoga 1942. godine u Bihaću. AVNOJ je konstituiran kao općenarodno i općepolitičko predstavništvo Narodnooslobodilačkog pokreta. U Proglasu AVNOJ-a narodima Jugoslavije poziva se na ratno djelovanje i promiče načelo federalizma, koje je prije rata najviše zastupao HSS pod vodstvom Mačeka, kako bi se zadobila šira društvena potpora, ali će to načelo nakon rata u stvarnosti biti izigrano zbog isključivog provođenja komunističke revolucije.
Na drugom zasjedanju AVNOJ-a 29. i 30. studenoga 1943. u Jajcu donesena je odluka o utemeljenju Nacionalnog komiteta oslobođenja Jugoslavije, s funkcijama privremene vlade. Odobrena je Odluka o uređenju buduće Jugoslavije na federativnome i demokratskome načelu uz priznavanje prava svim njenim narodima, što je kasnije imalo ustavotvorni značaj. Zasjedanju AVNOJ-a nazočila su 142 delegata. Odobreno je kako će o uređenju buduće države odlučiti njeni narodi nakon rata.
Treće zasjedanje AVNOJ-a održano je od 7. do 10. kolovoza 1945. u Beogradu. AVNOJ se preoblikovao u Privremenu narodnu skupštinu Demokratske Federativne Jugoslavije sa zadatkom pripremanja Ustavotvorne skupštine. 11. studenoga 1945. održani su izbori za Ustavotvornu skupštinu. Izbori su provedeni u atmosferi prijetnji i straha, tako da oporbene stranke poput Hrvatske seljačke stranke nisu istaknule svoju listu, a u prividno demokratskim izborima jedina istaknuta lista Narodni front Jugoslavije dobila je 91,5% glasova. Narodna skupština (konstituanta) je 29. studenoga 1945. proglasila Federativnu narodnu republiku Jugoslaviju. Jugoslavija je postala savezna narodna republika sa 6 narodnih republika Ustavom od 31. siječnja 1946., dok je u pogledu funkcioniranja u potpunosti preuzela staljinistički režim vladanja na čelu s Titom.

## Zemaljska vijeća i narodne skupštine
- Zemaljsko antifašističko vijeće narodnog oslobođenja Bosne i Hercegovine
- Zemaljsko antifašističko vijeće narodnog oslobođenja Crne Gore i Boke (1943. – 1944.), kasnije Crnogorska antifašistička skupština narodnog oslobođenja – CASNO od 1944.
- Zemaljsko antifašističko vijeće narodnog oslobođenja Hrvatske
- Antifašističko sobranje narodnog oslobođenja Makedonije, 1944. (Inicijativni organi za Zemaljsko antifašističko vijeće narodnog oslobođenja Makedonije, 1943.)
- Zemaljsko antifašističko vijeće narodnog oslobođenja Sandžaka (1943. – 1945.)
- Slovensko narodnooslobodilačko vijeće (Slovenski narodnoosvobodilni svet, 1944.)
- Velika antifašistička narodnooslobodilačka skupština Srbije, 1944. (Glavni narodnooslobodilački odbor za Srbiju, 1941. – …)

## Ustavno konstituiranje
I glavni štabovi (hrv. stožer) su bili određeni putokaz k federalizaciji. Imali su i određene političke funkcije.
Ustavnopravno konstituiranje federacije, započeto u Jajcu 1943., dovršeno je 1944. konstitucijom federalnih država – članica federacije, ovim tijekom:
- SNOS (slov. Slovenski narodnoosvobodilni svet), na Prvomu zasjedanju 19. veljače u Črnomelju (Črnomlju).[7]
- ZAVNOH na Trećemu zasjedanju u noći između 8. i 9. svibnja u Topuskom.[7] Odluke su od 9. svibnja.[5][8]
- ZAVNOBiH na Drugomu zasjedanju u Sanskomu Mostu od 30. lipnja do 2. srpnja.[7] Glavne su odluke donesene 1. srpnja 1944.[5]
- CASNO na Trećem zasjedanju ZAVNO Crne Gore i Boke, 13. – 15.[7] srpnja u Kolašinu, odnosno do 16. srpnja.[9] Glavna je odluka donesena 14. srpnja 1944.[10]
- ASNOM na Prvomu zasjedanju, 2. kolovoza 1944. u Prohoru Pčinjskom.[7][11]
- VANOSS (ASNOS) na Prvom zasjedanju 9. – 12. studenoga u Beogradu.[12] Glavne su odluke donesene 11. studenoga 1944.[13][14][15][16]

## Istaknuti članovi
- Josip Broz Tito
- Ivo Lola Ribar
- Edvard Kardelj
- Moša Pijade
- Milovan Đilas

## Vanjske poveznice
- Odluke drugog zasjedanja AVNOJ-a (puni tekst)